# Neoperiboeum juanitae
Neoperiboeum juanitae là một loài bọ cánh cứng trong họ Cerambycidae.